# Charles Steeb
Charles Steeb (Tubingen, 18 décembre 1773 - Vérone, 15 décembre 1856) est un prêtre allemand fondateur des  sœurs de la Miséricorde de Vérone et reconnu bienheureux par l'Église catholique romaine.

## Biographie
Karl Steeb naît le 18 décembre 1773 de parents profondément luthériens, à Tübingen, dans le duché de Wurtemberg.
Envoyé à Vérone par son père pour y faire des études, il est fasciné par la vie culturelle et religieuse de la ville. Il décide d'embrasser la foi catholique en 1792. Ses parents le déshéritent mais cela ne le décourage pas et il demande à être ordonné prêtre.
Durant dix-huit ans, son ministère l'amena à soulager les âmes sur les champs de bataille de la guerre entre l'Autriche et la France. Intervenant aussi dans les hôpitaux, il agit comme prêtre, infirmier et interprète,.
Au retour de la paix, il redoubla d'activités. Il enseigna, fonda un hospice, un orphelinat. Il favorisa le retour des congrégations religieuses et il fonde en 1840, avec la sœur Vincente Marie Poloni, les sœurs de la Miséricorde de Vérone,.
Il fut un grand directeur spirituel dans toutes les classes sociales et tous les états de vie.
N'oubliant pas ses origines luthériennes, il encouragea le dialogue avec les frères séparés.
Il meurt à Vérone le 15 décembre 1856 .
L'Église catholique le déclare vénérable le 19 novembre 1970 ; il est béatifié par le pape Paul VI le 6 juillet 1975, et fêté le 15 décembre dans l'Église catholique.